# Служба уголовной разведки Канады
Служба уголовной разведки Канады является межведомственной организацией в Канаде; создана для координации сил полиции в  уголовном розыске. Служба имеет центральное бюро в Оттаве и десять бюро в каждой провинции, каждое из которых предлагает своё сотрудничество более 380 правоохранительных органам Канады.

## Сотрудничество
- Пограничная служба
- Министерство национальной обороны
- Полиция провинции Онтарио
- Полицейская служба Оттавы
- Службы полиции "де ля Виль-де-Монреаль"
- Полиция Квебека

Служба публикует ежегодный отчет об организованной преступности в Канаде.